# Todd Berger
Todd Berger (New Orleans, 5 aprile 1979) è un attore, sceneggiatore e regista statunitense.

## Filmografia

### Attore
- Occam's Razor: The Great Dialogues of Mindy, regia di Todd Berger (2001)
- Dance Club, regia di Tedd Berger (2002)
- Southland Tales, regia di Richard Kelly (2006)
- Holidays with Heather, regia di Todd Berger (2006)

### Regista
- Truffles for Mrs. Lovejoy (2000)
- Occam's Razor: The Great Dialogues of Mindy (2001)
- Dance Club (2002)
- Holidays with Heather (2006)
- Don't Eat the Baby: Adventures at Post-Katrina Mardi Gras (2007)

### Sceneggiatore
- Pupazzi senza gloria (The Happytime Murders), regia di Brian Henson (2018)